# José Antonio Escuredo
José Antonio Escuredo, född den 19 januari 1970 i Gerona, Spanien, är en spansk tävlingscyklist som tog OS-silver i keirincyklingen vid olympiska sommarspelen 2004 i Aten. 